# Gewöhnlicher Strandhafer

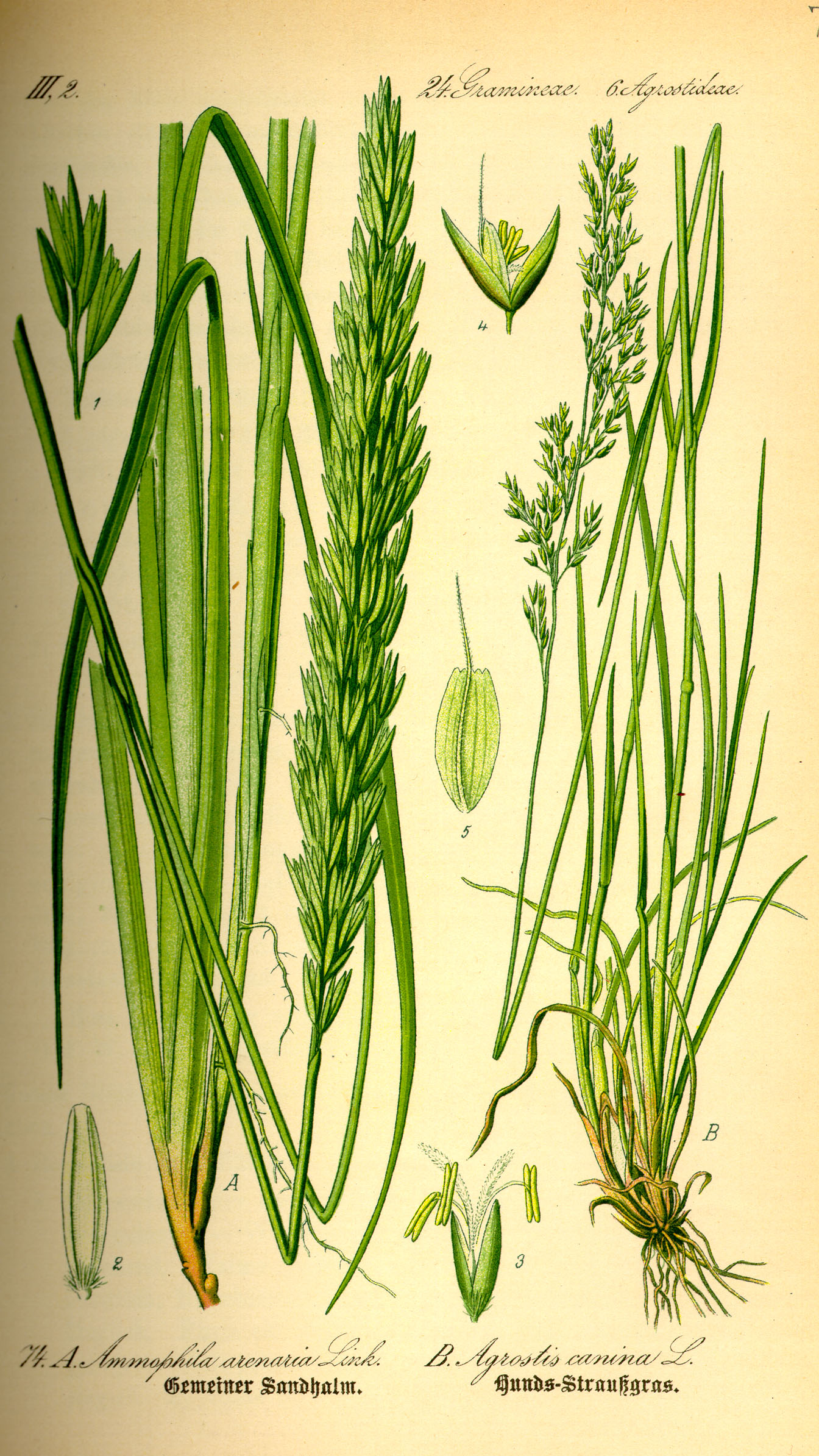
Illustration des Gewöhnlichen Strandhafers (links im Bild)

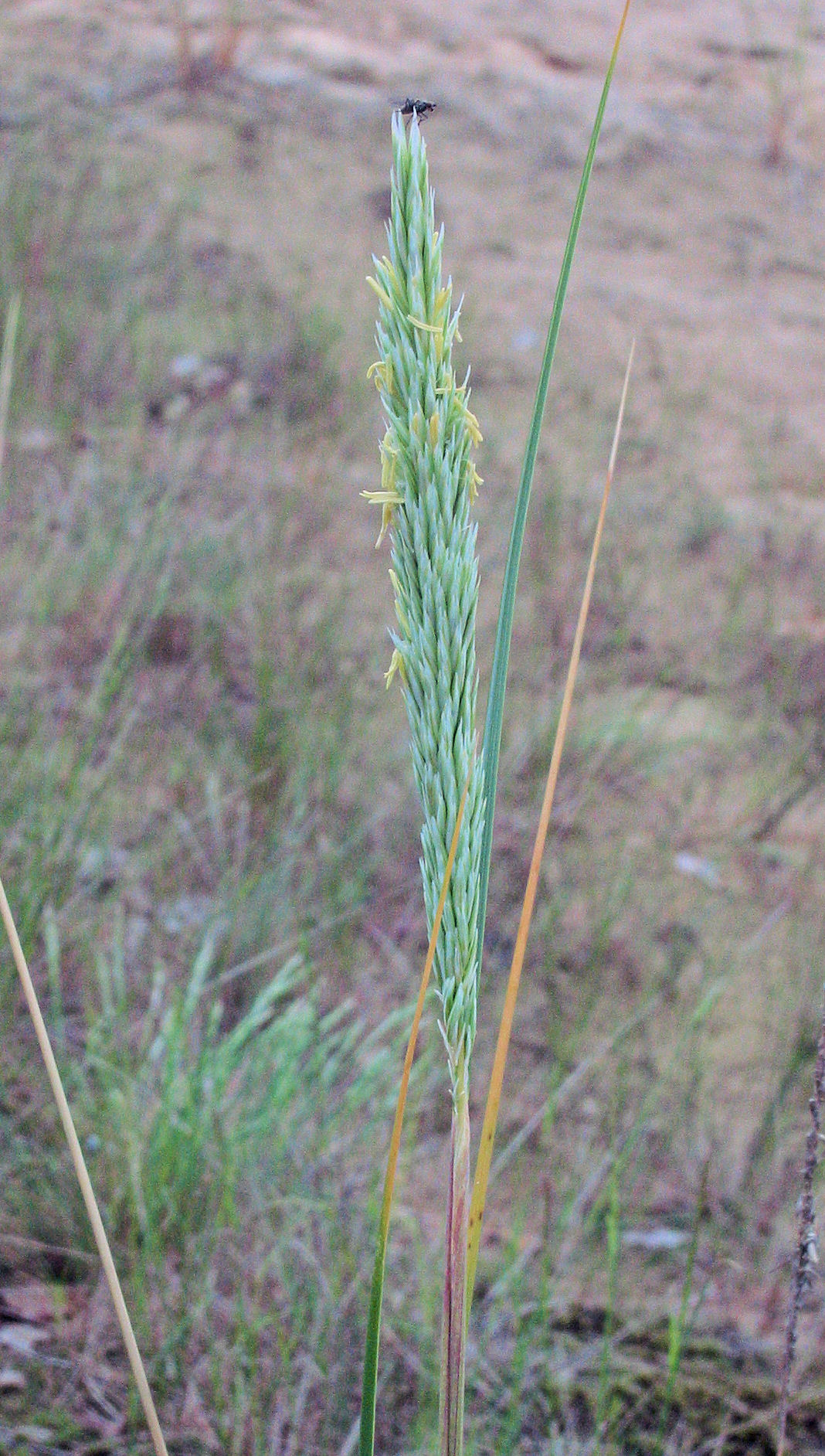
Blühende Rispe

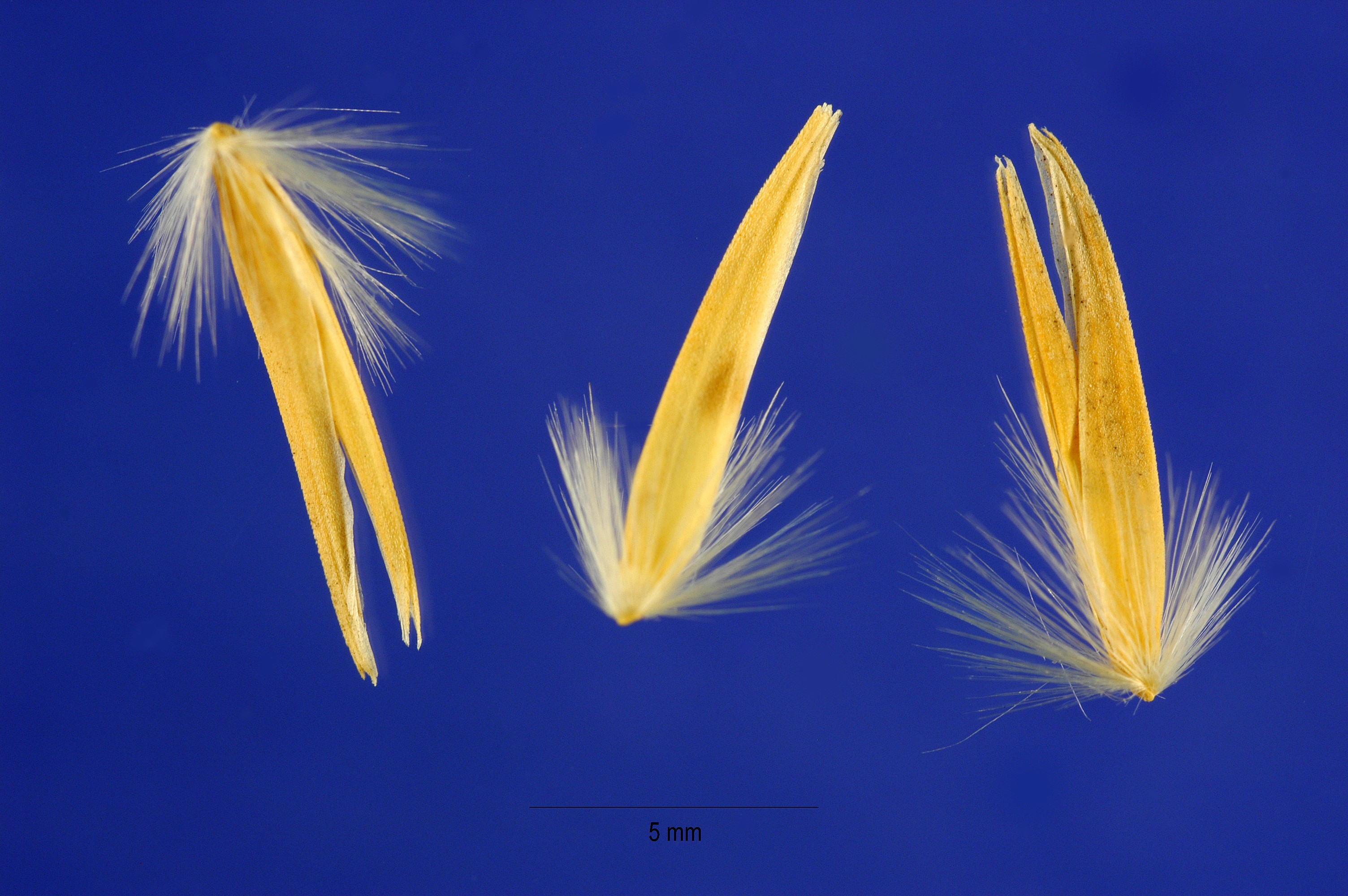
Deckspelzen mit den Haaren an der Basis

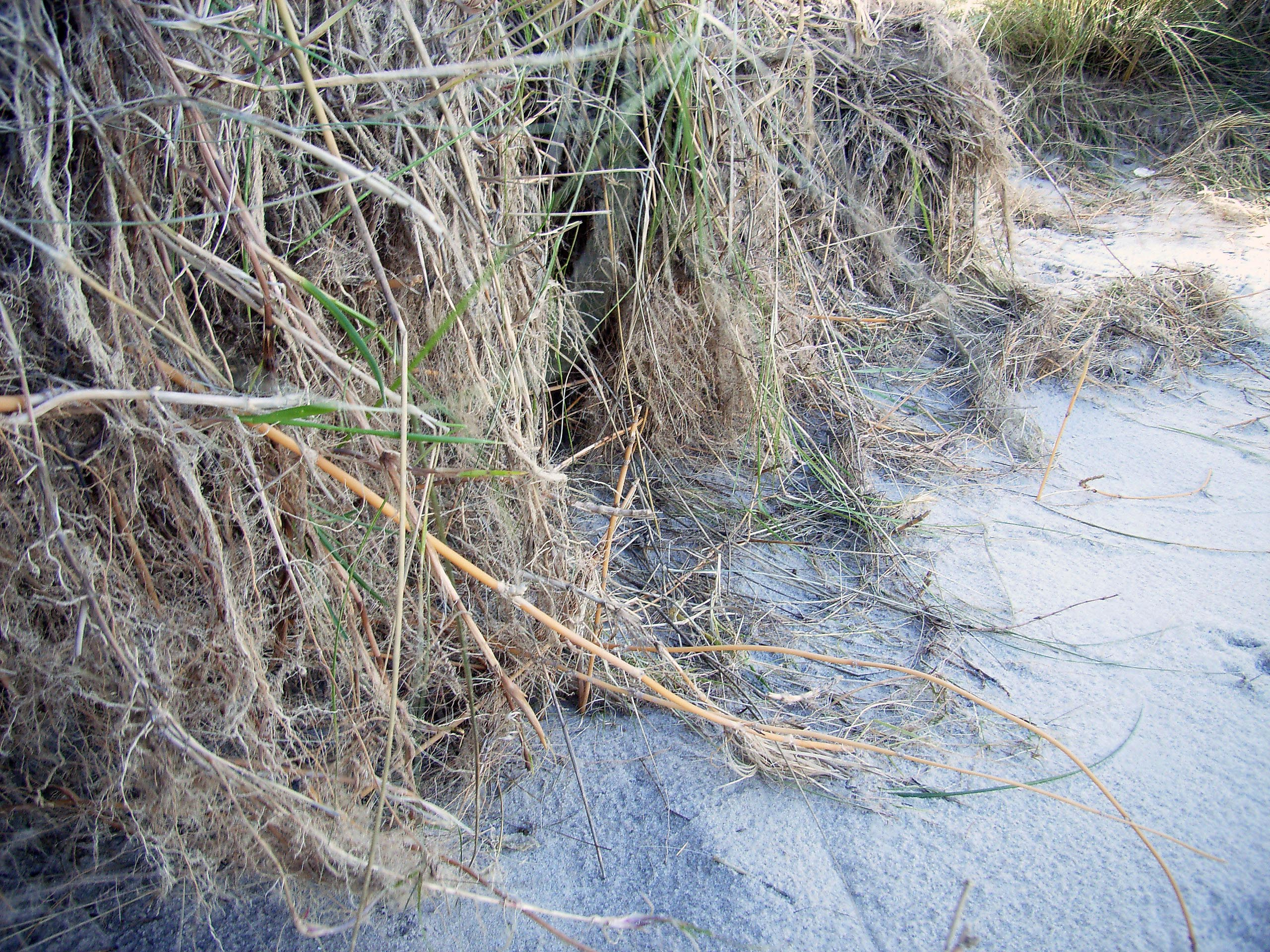
Abbruchkante einer Weißdüne mit freigelegtem Wurzelwerk des Strandhafers

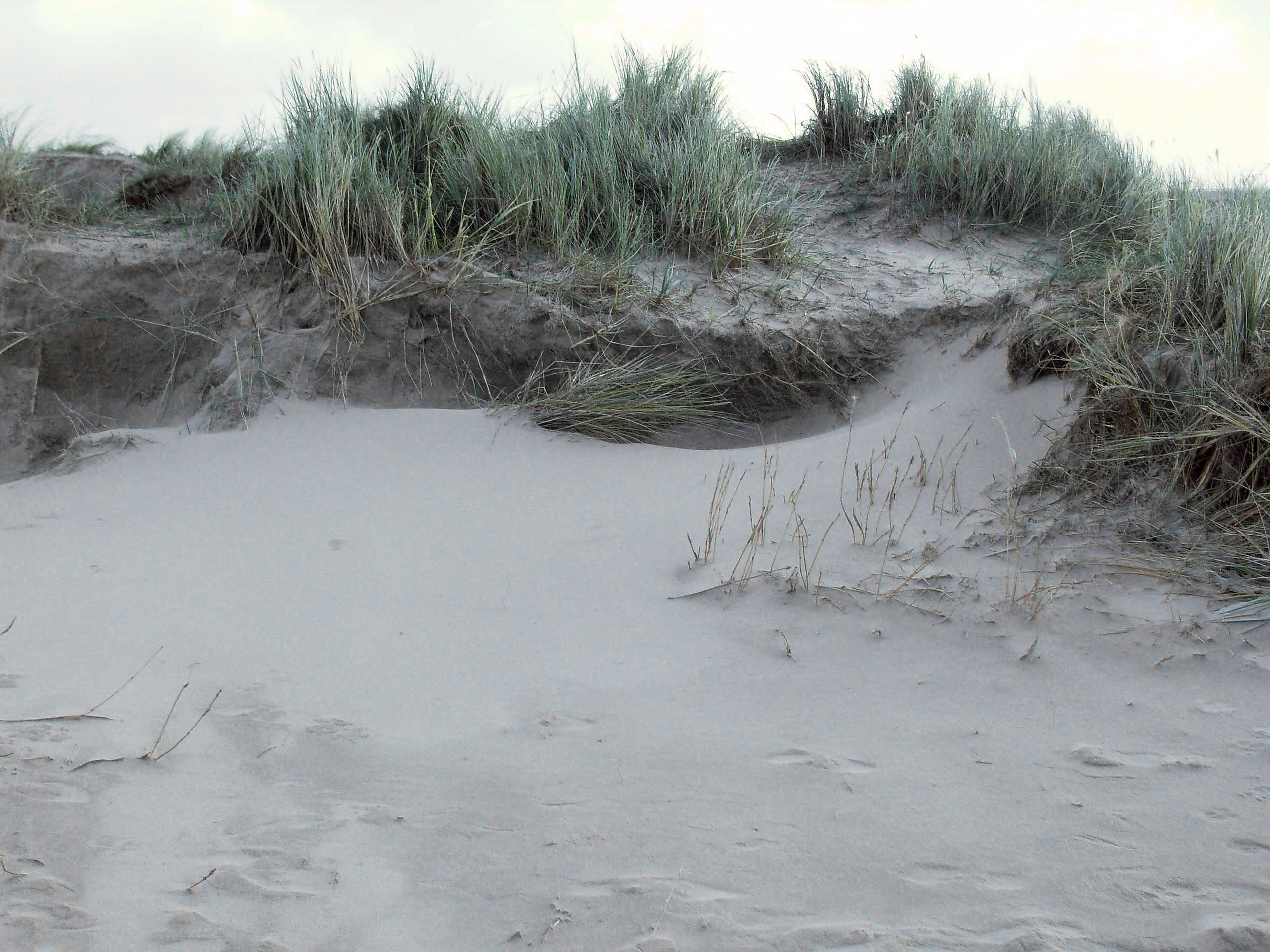
Mit dem Gewöhnlichen Strandhafer bewachsene Weißdüne

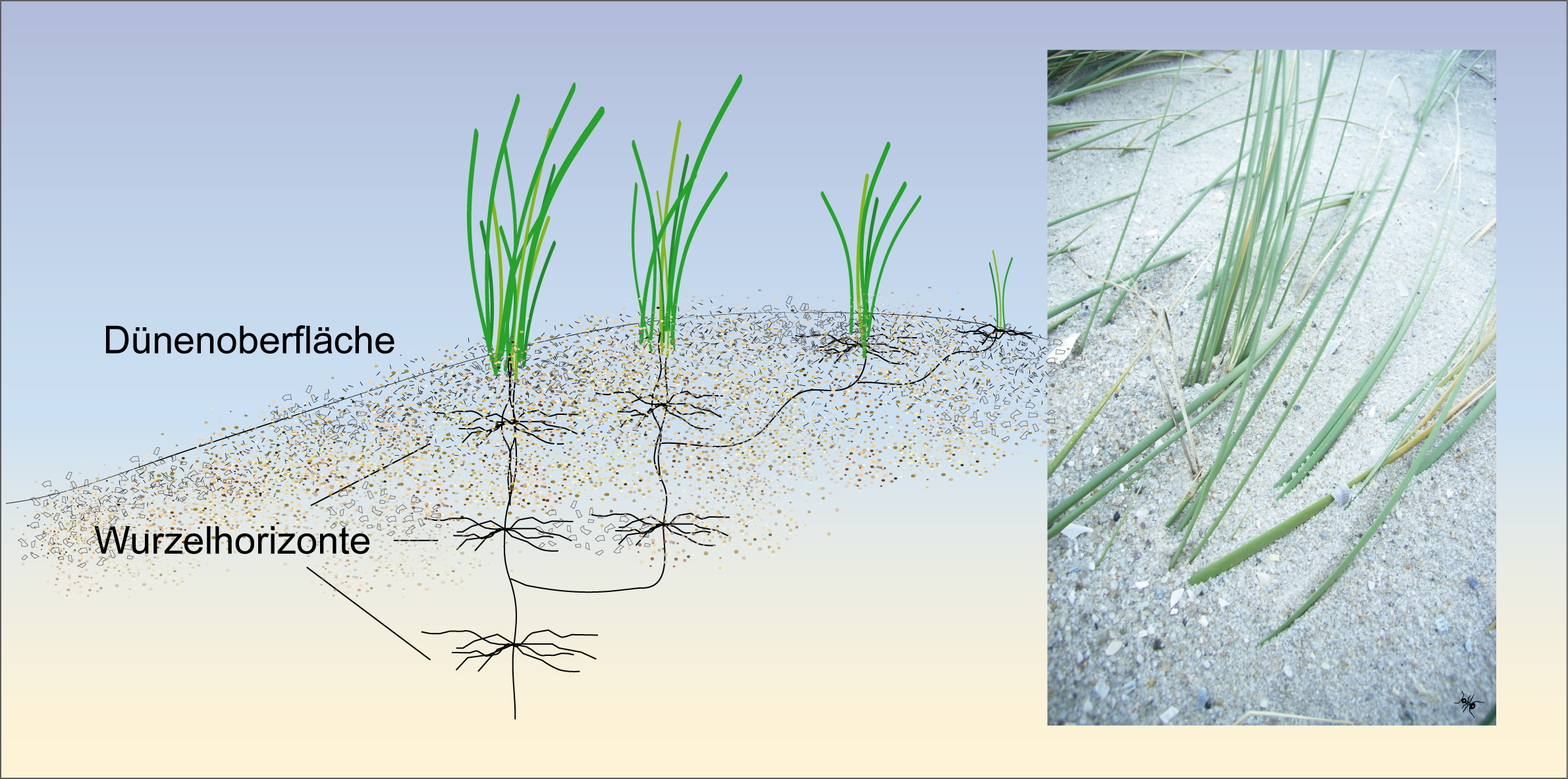
Durch die fortwährende Übersandung ist der Gewöhnliche Strandhafer gezwungen, immer weiter in die Höhe zu wachsen. Erst die Schwächung des Strandhafers durch Bodenorganismen bringt den Prozess zum Stillstand und bestimmt schließlich die Höhe der Dünen.

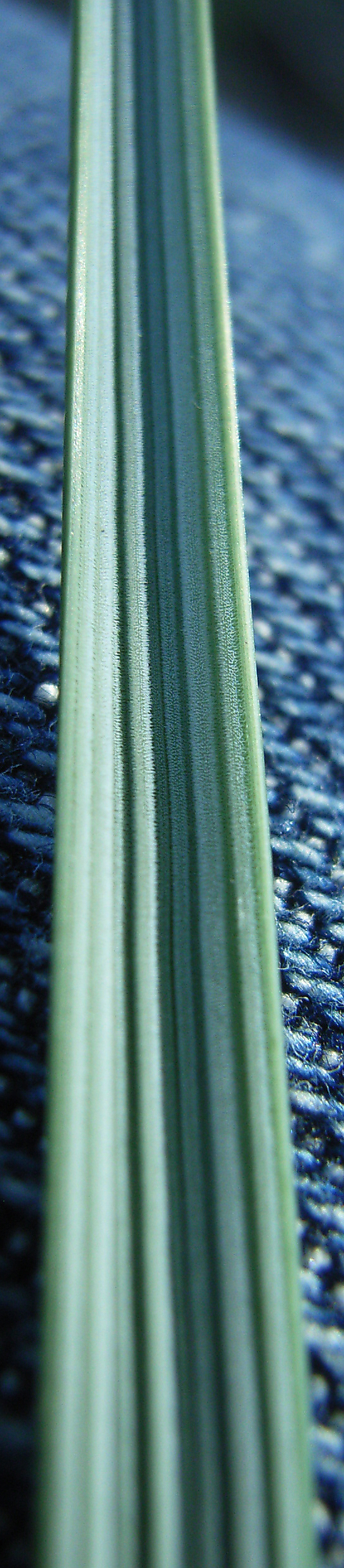
Rollblatt

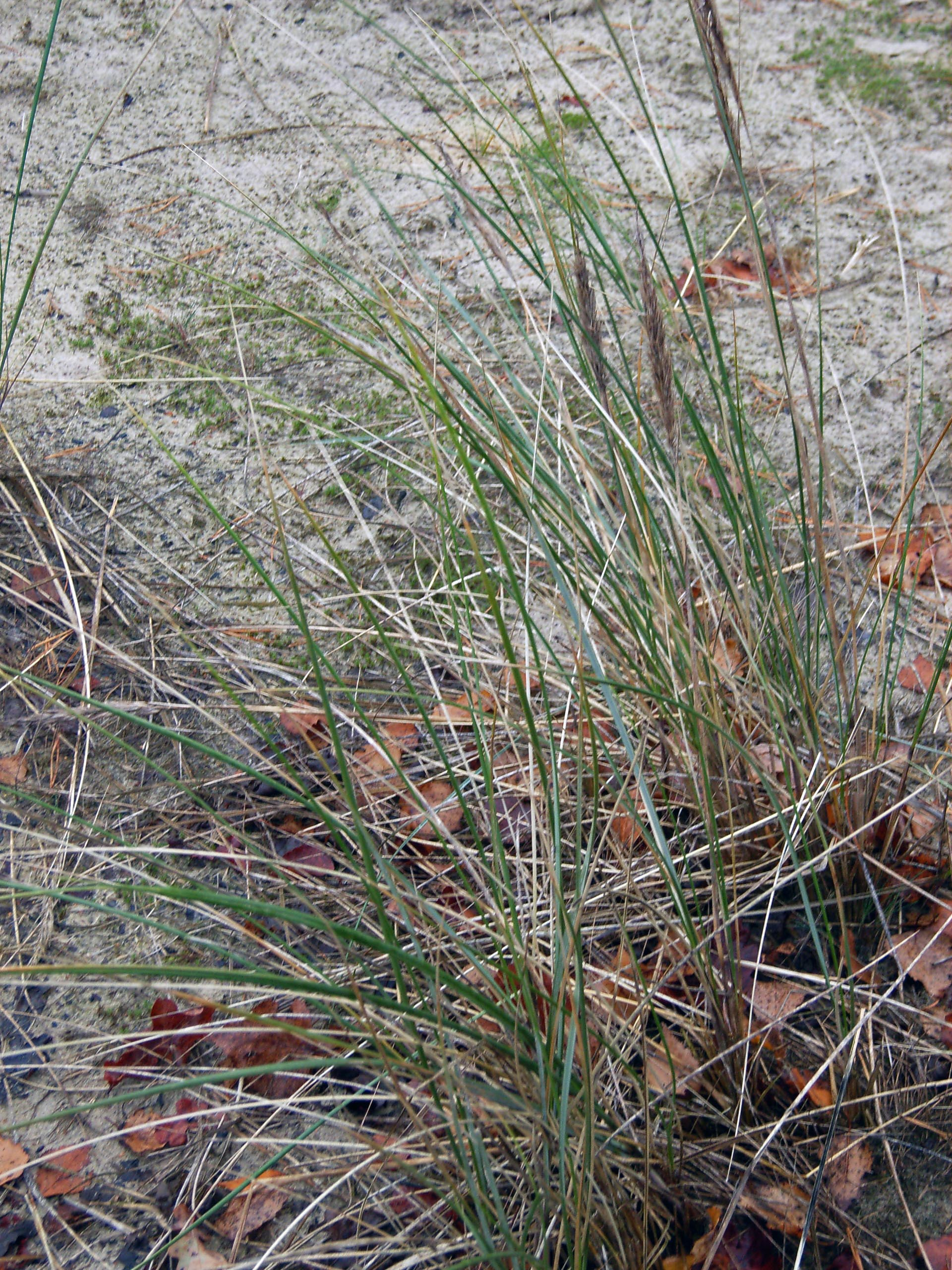
Fragmentarische Ausbildung in einer Binnendüne

Der Gewöhnliche Strandhafer (Ammophila arenaria (L.) Link, Syn.: Calamagrostis arenaria (L.) Roth) – auch als Gemeiner Strandhafer, Sandrohr, Sandhalm, Seehafer oder Helm (niederdeutsch) bezeichnet – ist eine Art aus der Gattung der Strandhafer (Ammophila) innerhalb der Familie der Süßgräser (Poaceae) gehörige Pionierpflanze.
An Küsten und auf Inseln kommt dem Gras eine besondere Rolle für den Aufbau und die Stabilität von Dünen zu. Es ist maßgeblich an der Bildung der bis zu 25 Meter hohen Weißdünen beteiligt. Ferner wird der Gewöhnliche Strandhafer aufgrund seines ausgedehnten Wurzelwerkes im Rahmen von Küstenschutzmaßnahmen als Erosionsschutz zur Befestigung von Randdünen, heute seltener auch auf Binnendünen und Flugsandfeldern, angepflanzt.

## Merkmale
Der Gewöhnliche Strandhafer ist ein grün überwinterndes, kräftiges, aufrecht wachsendes Gras, das Wuchshöhen bis zu 120 cm erreicht. Er ist ein Rhizomgeophyt und bildet Horste, die ihrerseits durch reich verzweigte unterirdische Triebe dichte Rasen entwickeln können. Die Art bildet sowohl horizontale als auch vertikale Rhizome aus. Die jungen markigen Rhizome sind weißlich und verfügen über gelblich-weiße, abgestorbene Schuppenblätter. Alternde Rhizome sind hohl und verfärben sich gelb bis braun. Die jungen Wurzeln sind ebenfalls weiß und fleischig, während sie mit zunehmendem Alter verholzen und braun werden. An jedem der vielen ruhenden Knoten bilden sich je vier Wurzeln, die sich ihrerseits reich verzweigen können.
Die 30 bis 60 cm langen, steifen, blaugrünen Blätter sind meist eingerollt und messen dann im Durchmesser etwa 1 bis 3 mm. Ausgebreitet erreichen sie 4 bis 6 mm Breite. Sie sind zugespitzt, glatt und kahl, aber auf der Oberseite entlang der Blattadern fein behaart. Die Unterseite ist ebenso glatt und kahl. Die Ränder der glatten Blattscheiden sind überlappend. Die Blatthäutchen (Ligulae) sind mit bis zu 25 bis 35 mm Länge auffallend groß. Sie sind von der Spitze bis zum Grund gespalten.
Der Blütenstände des Gewöhnlichen Strandhafers sind kompakte, fuchsschwanzähnliche Rispen. Sie werden 8 bis 22 Zentimeter lang und 1 bis 2,5 Zentimeter breit, sind allseitswendig und stets zusammengezogen. Die Ährchen sind einblütig und bis 16 mm lang. Die zwei Hüllspelzen sind lanzettlich zugespitzt und rau, die untere ist einadrig, die obere drei- bis fünfadrig. Sie sind etwa so lang wie das Ährchen. Die Deckspelzen sind ebenfalls lanzettlich zugespitzt und haben eine doppelte Spitze. Sie sind 5- bis 7-adrig und 8 bis 12 mm lang. Sie tragen an der Basis 3 bis 5 mm lange Haare. Die Mittelader läuft kurz unter dem Spelzenrand in eine abstehende Grannenspitze aus, die 0,2 bis 0,8 mm lang ist. Die Vorspelze ist zweinervig, 7 bis 11 Millimeter lang mit stark hervortretenden rauen Kielen.
Der Strandhafer blüht von Juni bis Juli. Die Karyopsen sind drei bis 3,5 mm lang.
Die Chromosomenzahl beträgt 2n = 28.

## Verbreitung
Der Gewöhnliche Strandhafer ist eine ursprünglich europäische und nordafrikanische Art. Er kommt hier an allen Küsten vor. Ammophila arenaria subsp. arenaria dominiert die Küsten Nordwesteuropas, Ammophila arenaria subsp. arundinacea den Mittelmeerraum.
Ende des 19. Jahrhunderts wurde der Strandhafer nach Australien, Neuseeland, Nordamerika (1868, San Francisco) und Japan zum Zweck von Dünenbefestigungen eingeführt und gepflanzt. Ferner wächst der Strandhafer, häufig infolge der Besiedlung britischer und spanischer Kolonien, in Südafrika, auf den Falklandinseln, Argentinien und Chile.

## Lebensraum und Ökologie
Der Gewöhnliche Strandhafer ist eine auf bewegten Sand angewiesene Pionierpflanze. Die Blätter und Halme brechen die Kraft des Windes und zwingen den verwehten Sand zum Absetzen. Sein Wurzelwerk bindet den Sand. Das Gras ist auf diese Weise maßgeblich an der Bildung der bis zu 25 Meter hohen Weißdünen beteiligt. Er ist die Kennart der Pflanzengesellschaft des sogenannten Strandroggen-Strandhafer-Rasens (Elymo-Ammophiletum Br.-Bl. et De Leeuw 1936) und in dieser mit dem Strandroggen (Leymus arenarius) vergesellschaftet.

### Standortansprüche
Der Gewöhnliche Strandhafer bevorzugt ein ozeanisches Klima in Meeresnähe. Er kann nur auf Substraten wachsen, die weniger als 1 % Kochsalz aufweisen. Untersuchungen zeigten, dass die Pflanze bereits bei Konzentrationen von 1,5 % abstirbt. Deshalb wächst er nur dort, wo sein Wuchsort nicht vom Seewasser erreicht wird. Er ist eine Volllichtpflanze und wächst ausschließlich auf voll besonnten Standorten, die mäßig stickstoffversorgt sind. Er ist auf eine regelmäßige Übersandung angewiesen. Ohne diese stetige Sandzufuhr stirbt der Strandhafer ab. Der angewehte Sand wird durch Niederschläge entsalzt und hat einen Düngeeffekt. Er beliefert die Pflanze mit Phosphor, Kalium und Calciumcarbonat. Verrottendes organisches Material stellt eine zusätzliche Stickstoffquelle dar. Bleibt die regelmäßige Zufuhr aus, tritt ein Nährstoffmangel ein. Die Pflanze fehlt auf nassen sowie auf öfter austrocknenden Böden ebenso wie auf stark sauren Böden. Der ökologische Schwerpunkt des Strandhafers liegt in pH-Bereichen zwischen fünf und neun. Sein ökologisches Verhalten lässt sich dementsprechend anhand der Zeigerwerte nach Ellenberg, welche die genannten Standortfaktoren für Mitteleuropa in etwa widerspiegeln, folgendermaßen klassifizieren: Lichtzahl = 9 (Volllichtpflanze), Temperaturzahl = 6 (Mäßigwärme- bis Wärmezeiger), Kontinentalitätszahl = 3 (ozeanisch bis subozeanisch), Feuchtezahl = 4 (Trocknis- bis Frischezeiger), Reaktionszahl (R = pH-Bereich) = 7 (Schwachsäure- bis Schwachbasenzeiger), Stickstoffzahl = 5 (mäßig stickstoffreiche Standorte), Salzzahl = 1 (gelegentlich auf salzhaltigen Böden).

### Ausbreitungsmechanismen
Der Ausbreitung der Früchte (generative Vermehrung) der windbestäubten Pflanzen kommt nur eine untergeordnete Rolle zu (Wind- und Klettausbreitung). Die Keimlinge können sich nur in sehr geschützten Bereichen etablieren. Bereits eine Sandauflage von nur 1 cm kann die Keimung der Karyopsen verhindern.
Die Ausbreitung des Strandhafers erfolgt in erster Linie vegetativ. Wird er nach Stürmen vom Sand, der sich zwischen seinen Halmen fängt, verschüttet, durchwächst er den Sand schnell und bildet zusätzliche Wurzelausläufer in der neuen Sandschicht. Stockwerk um Stockwerk baut er so die Weißdünen auf. Der Strandhafer ist in der Lage, bis zu 1 m Sand im Jahr zu durchwachsen. Der Hauptwurzelhorizont liegt etwa einen Meter unter der Oberfläche, zuweilen bis zu zwei Meter. Das Wurzelsystem einer einzelnen Pflanze kann einen Radius von fünf Metern in mehreren Etagen durchwurzeln und erreicht einschließlich der Feinwurzeln mehrere Kilometer Länge. Die vertikale Ausbreitung erfolgt entlang des Vertikalrhizoms, an welchem sich die büschelartig zusammenstehenden oberirdischen Triebe bilden. Selbst im Winter stellt der Strandhafer sein Wachstum nicht völlig ein. Die Pflanze ist ferner in der Lage, sich aus Rhizomfragmenten zu entwickeln und zu regenerieren. Die Pflanzen einer Generation können bis zu 100 Jahre alt werden.

### Anpassungen und Konkurrenzstrategie
An die physiologische Trockenheit ihrer Wuchsorte durch Wind und den für Niederschläge stark durchlässigen Sandboden ist der Strandhafer mit harten Rollblättern – ähnlich wie die Dünen-Quecke (Elymus athericus) – und zusätzlich noch stark reflektierenden Blattunterseiten gut angepasst. Dieser skleromorphe Bau der Blätter bietet einen größeren Widerstand gegen den Wasserverlust durch Transpiration. Die Blätter haben eine dicke Kutikula und Epidermis. Sie sind versteift und deshalb sehr hart. Dieses schützt die Pflanze außerdem gegen den Windschliff durch die verwehenden scharfkantigen Sandkörner.
Der Strandhafer ist ein sogenannter Konkurrenz-Stress-Stratege (CS), d. h. bei schlechteren Lebensbedingungen (Stress) hat der wuchskräftige Pionier einen Vorteil gegenüber anderen Pflanzen (Konkurrenten), welche auf günstigeren Standorten dominieren. Im windbewegten Sand werden potenzielle Konkurrenten, die nicht an diese extremen Standortbedingungen angepasst sind, ausgeschaltet. In festgelegten Dünen wird der Strandhafer dagegen durch interspezifische Konkurrenz rasch verdrängt.

### Fadenwürmer (Nematoden) und Pilze
Im bewegten Sand der Weißdünen sind die Pflanzen in der Regel vital. Im ruhenden Sand der Grau- und Braundünen ist dagegen häufig zu beobachten, dass die Pflanzen nicht zur Blüte kommen und keine Samen bilden. Dieses beruht möglicherweise auf einem Zusammenwirken von Fadenwürmern (Nematoden) und Pilzen, welche die Wurzeln befallen. Durch die Fraßstellen parasitärer Fadenwürmer, vor allem der Gattung Tylenchorhynchus, können die Pilzhyphen eindringen. Dieses hat zur Folge, dass die Pflanzen durch Nährstoff- und Wassermangel absterben. Im bewegten Sand entgeht der Strandhafer dagegen den schädlichen Wirkungen der Pflanzenpathogenen und anderen Bodenorganismen, deren Besatz an den Standorten offenbar gleich ist. Die Schadwirkung wird mit einem Abnehmen von auf das Wurzelwachstum günstig wirkender Pilze, sogenannter Mykorrhiza, mit zunehmender Alterung und Versauerung der Grau- und Braundünenstandorte in Zusammenhang gebracht. Das Gleichgewicht zwischen Sandanwehung, der Bildung von Biomasse und der Schwächung des Strandhafers durch das Wurzelsystem schädigende Organismen beschränken schließlich die Höhe der Weißdünen auf etwa 25 Meter.

### Der Strandhafer als Nahrungspflanze
Der Strandhafer ist die einzige Nahrungspflanze (Monophagie) für die Raupen der Strandhafer-Weißadereule (Mythimna litoralis). Ferner ist das Gras für die Küstensandzirpe (Psammotettix maritimus) und die Strandhafer-Spornzikade (Gravesteiniella boldi) die einzige Wirtspflanze. Der Strandhafer ist auch Nahrung für eine Weichwanze (Miridae), Trigonotylus psammaecolor, die an den Blättern und unreifen Samen saugt. Die Eiablage findet in den Ähren statt.

## Etymologie, Systematik und Hybride
Der wissenschaftliche Name des Gewöhnlichen Strandhafers bedeutet übersetzt „Sandiger Sandfreund“. Der Gattungsname Ammophila entstammt dem Griechischen und bedeutet Sandfreund, von ámos = Sand und philos = Freund. Das Epitheton arenaria ist Latein und meint „sandig“. Der Strandhafer gehört nicht zur Gattung Hafer (Avena), sondern zur Gattung Ammophila, gehört jedoch wie dieser zur Tribus Aveneae.
Die Erstbeschreibung der Pflanze erfolgte 1753 durch den schwedischen Naturwissenschaftler Carl von Linné in seiner Species Plantarum Tomus 1, S. 82 als Arundo arenaria (Basionym). 1827 erfolgte die Überführung in die Gattung Ammophila und damit die Umbenennung in Ammophila arenaria durch den deutschen Naturwissenschaftler und ehemaligen Direktor des Botanischen Gartens Berlin, Heinrich Friedrich Link, im Hortus regius botanicus Berolinensis, Band 1, S. 105.
Es werden derzeit zwei Unterarten unterschieden:
- Ammophila arenaria subsp. arenaria (Syn: Calamagrostis arenaria (L.) Roth subsp. arenaria): Sie kommt im nördlichen und westlichen Europa vor.[8][9] Sie hat ursprüngliche Vorkommen in den Ländern Spanien, Frankreich, Großbritannien, Irland, Belgien, den Niederlanden, Deutschland, Dänemark, Norwegen, Schweden, Polen, Litauen, Estland und Russland. In Finnland ist die Ursprünglichkeit zweifelhaft.[10]
- Ammophila arenaria subsp. australis (Mabille) M.Laínz (Syn: Calamagrostis arenaria subsp. australis (Mabille) Asch. & Graebn.): Sie kommt auf den Kanaren und vom Mittelmeergebiet bis Rumänien vor.[8][9] Sie hat Vorkommen in Marokko, Algerien, Tunesien, Libyen, Ägypten, Fuerteventura, Portugal, Spanien, Frankreich, Italien, Kroatien, Albanien, Serbien, Griechenland, Bulgarien, Rumänien, Türkei, Zypern, Syrien, Libanon, Palästina und auf der Sinai-Halbinsel.[10]

Die nordamerikanische Ammophila breviligulata Fern. hat im Gegensatz zu Ammophila arenaria eine kürzere, gestutzte Ligula (Blatthäutchen) und ist ansonsten in den Merkmalen identisch und wurde daher von manchen Autoren als Unterart des Gewöhnlichen Strandhafers angesehen und dann Ammophila arenaria subsp. breviligulata genannt.
Der Gewöhnliche Strandhafer bildet durch Kreuzung mit dem Land-Reitgras (Calamagrostis epigejos) einen sterilen Gattungsbastard, den Baltischen Strandhafer (× Calammophila baltica (Flüggé ex Schrad.) Brand, Syn.: Ammocalamagrostis × baltica (Flüggé ex Schrad.) P.Fourn.), dem eine nicht minder große Bedeutung bei der Festigung von Küstenstandorten zukommt. Er ist von seiner Elternart Ammophila arenaria an den lockeren, purpurfarbenen und lanzettlichen Rispen, an den weniger starren und oft flachen Blattspreiten, den lanzettlichen Hüllspelzen sowie den längeren Haaren am Grunde der Deckspelzen und schließlich den kleineren Antheren zu unterscheiden. Die Populationen des Bastards unterscheiden sich ferner in ihrer Ähnlichkeit zu den Elternarten. So weisen die britischen Bestände meist eine größere Ähnlichkeit zum Gewöhnlichen Strandhafer (Ammophila arenaria) auf, während jene an der Ostsee eher dem Land-Reitgras (Calamagrostis epigejos) gleichen.

## Trivialnamen
Für den Gewöhnlichen Strandhafer bestehen bzw. bestanden, zum Teil auch nur regional, auch die weiteren deutschsprachigen Trivialnamen: Halem (Helgoland), Hallem (Helgoland), Heelme (Jütland), Hellem (Wangerooge), Helm (Jütland und Norderney), Helmd (Jütland), Rotwettel (bezieht sich nur auf die Wurzel, Wangerooge), Sandhalm, Sandhawer (Unterweser) und Strandhafer (Mark Brandenburg).

## Bedeutung und Nutzung
Die besondere Bedeutung des Gewöhnlichen Strandhafers liegt heute vor allem in seiner Eigenschaft der Festlegung der seeseitigen Randdünen der Inseln und des Festlandes und damit dem Schutz vor Sturmfluten. Aufgrund dieser Schutzfunktion werden diese Dünen nach dem Niedersächsischen Deichgesetz auch als „Schutzdünen“ bezeichnet und gezielt mit dem Strandhafer bepflanzt, der aus intakten und gesunden Beständen entnommen wird. Das Betreten von Schutzdünen sollte unbedingt nur auf ausgewiesenen Pfaden erfolgen, denn durch die Trittwirkung werden nicht nur die empfindlichen Keimlinge beeinträchtigt, sondern auch die ausgewachsenen Pflanzen niedergetreten. Der Wind kann so ungehindert den Sand verwehen, schmale Rinnen können zu metertiefen Schluchten ausblasen und schließlich ganze Dünen in Bewegung bringen, wodurch schließlich die Schutzfunktion verloren geht.
In Mitteleuropa wurden im Mittelalter durch Übernutzung viele durch den Pflanzenbewuchs festgelegte Binnendünen pleistozänen Ursprungs wieder zu Wanderdünen. Dieses führte schließlich zu einem Verlust von Ackerflächen und Siedlungen. Im 17. Jahrhundert wurden deshalb die ersten Pflanzungen von Strandhafer im Binnenland durchgeführt. Die meisten rezenten Strandhafer-Bestände in Sandlebensräumen sind darauf zurückzuführen.
Auch außerhalb seines natürlichen Verbreitungsgebietes, etwa in Nordamerika und Australien, wurde der Gewöhnliche Strandhafer Ende des 19. Jahrhunderts gezielt zum Zweck der Dünenfestigung eingeführt. Die Pflanze breitet sich dort fast überall selbstständig aus und gilt als invasiver Neophyt, denn er wird vielerorts aufgrund seiner hohen Ausbreitungs- und Konkurrenzkraft zunehmend zum Problem, da er die heimische Flora verdrängt und die bestehenden Ökosysteme verändert. So wird der Gewöhnliche Strandhafer beispielsweise in der Humboldt Bay (Kalifornien) gezielt im Rahmen eines Managementplanes bekämpft.
In früheren Jahrhunderten wurden die festen Blätter des Strandhafers zur Herstellung von Schnüren und Tauen, sogenannten Reepen, sowie Matten verwendet.